# Crucco
Crucco, Mehrzahl crucchi, ist im Italienischen eine spöttische bis abwertende Bezeichnung (Ethnophaulismus) für Deutsche und deutschsprachige Südtiroler. Sie kann als  Substantiv wie als Adjektiv verwendet werden.

## Wortursprung
Das Wort crucco stammt vom slowenischen oder serbokroatischen Wort kruh, das ‚Brot‘ bedeutet. Vor dem Zweiten Weltkrieg bezeichneten die Italiener im Gebiet von Triest, in Friaul und Venetien ihre südslawischen Nachbarn (Slowenen und Kroaten) als crucchi. Wie viele ethnische Spottbezeichnungen nimmt auch diese Bezug auf die (vermeintlich) typischen Essgewohnheiten der jeweiligen Volksgruppe. Der Begriff soll während des Ersten Weltkriegs entstanden sein, als kroatische Soldaten der Armee Österreich-Ungarns in italienische Kriegsgefangenschaft gerieten und in ihrer Muttersprache um Brot baten.
Während des Zweiten Weltkriegs wurde die Bezeichnung dann in der Sprache italienischer Soldaten, Kriegsgefangener und Partisanen auf die Deutschen übertragen. Im Jahr 1947 ist crucchi als spöttische Bezeichnung für Deutsche erstmals schriftlich nachweisbar. Im übertragenen Sinn hat crucco in der Umgangssprache auch die Bedeutungen „beschränkt, starrsinnig, verbohrt“.

## Quelle
- Il Vocabolario Treccani, Istituto della Enciclopedia Italiana, 2. Ausgabe 1997 (Onlineversion)